# District de Horn
Le district de Horn est une subdivision territoriale du Land de Basse-Autriche en Autriche.

## Géographie

### Lieux administratifs voisins
|  |  |  |
|  |  |  |
|  |  |  |

## Communes
Le district de Horn est subdivisé en 20 communes :
- Altenburg
- Brunn an der Wild
- Burgschleinitz-Kühnring
- Drosendorf-Zissersdorf
- Eggenburg
- Gars am Kamp
- Geras
- Horn
- Irnfritz-Messern
- Japons
- Langau
- Meiseldorf
- Pernegg
- Röhrenbach
- Röschitz
- Rosenburg-Mold
- Sigmundsherberg
- Sankt Bernhard-Frauenhofen
- Straning-Grafenberg
- Weitersfeld